# Blackfoot (band)

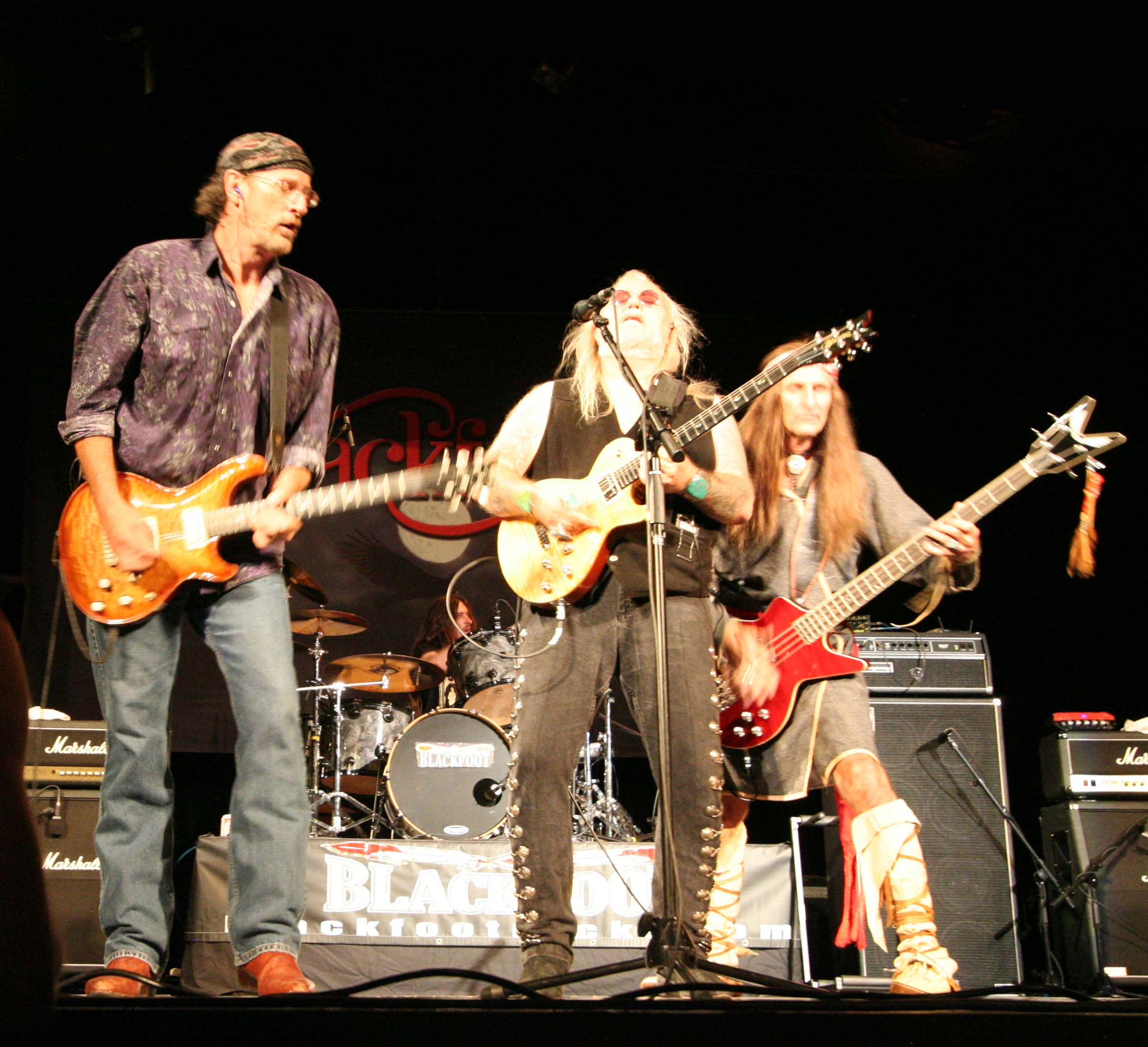
Blackfoot (2008)

Blackfoot is een southern rock-band uit Jacksonville, Florida.
De band werd in 1969 gevormd. Enkele leden van de groep hebben Amerindiaans bloed, vandaar de naam. Ze hadden hits waaronder Train Train, Highway Song (1979). De producers dwongen hen een popband te worden en hun populariteit verminderde. Van 1982 tot 1984 speelde Ken Hensley op gitaar en toetsen met hen mee (op de albums Siogo en Vertical smiles). Hoewel een begenadigd songwriter schreef Hensley geen nieuwe songs voor de groep. Zanger Rick Medlocke richtte een nieuwe band op in 1987 met dezelfde naam. In 1996 ontbond Medlocke de group, en werd lid van Lynyrd Skynyrd.
In 2004 vond een tweede opleving plaats met originele leden Jackson Spires, Greg Walker en Charlie Hargrett. Medlocke was niet beschikbaar, en de rol van frontman werd gegeven aan Bobby Barth. In 2005 overleed Spires, maar de band besloot desondanks door te gaan. Spires werd vervangen door achtereenvolgens Christoph Ullmann, Mark McConnell, Michael Sollars, Scott Craig, Kurt Pietro en sinds 2012 Matt Anastasi.

## Leden
- Rick Medlocke, vocalist, gitarist
- Jackson "Thunderfoot" Spires, drummer, vocalist
- Greg T. Walker, bassist, vocalist
- Charlie Hargrett, leadgitarist
- Ken Hensley, gitarist, pianist, toetsenist, vocalist
- Shorty Medlocke
- Doug Bare
- Rikki Mayr, bassist
- Gunner Ross
- Mark Woerpel

## Discografie
- No Reservations (1975)
- Flying high (1976)
- Blackfoot strikes (1979)
- Tomcattin (1980)
- Marauder (1981)
- Highway song live (1982)
- Siogo (1983)
- Vertical smiles (1984)
- Ricky Medlocke and Blackfoot (1987)
- Medicine man (1990)
- After the reign (1994)
- Live on the king biscuit flower hour (1999)